# Friedrich II. (Braunschweig-Lüneburg)

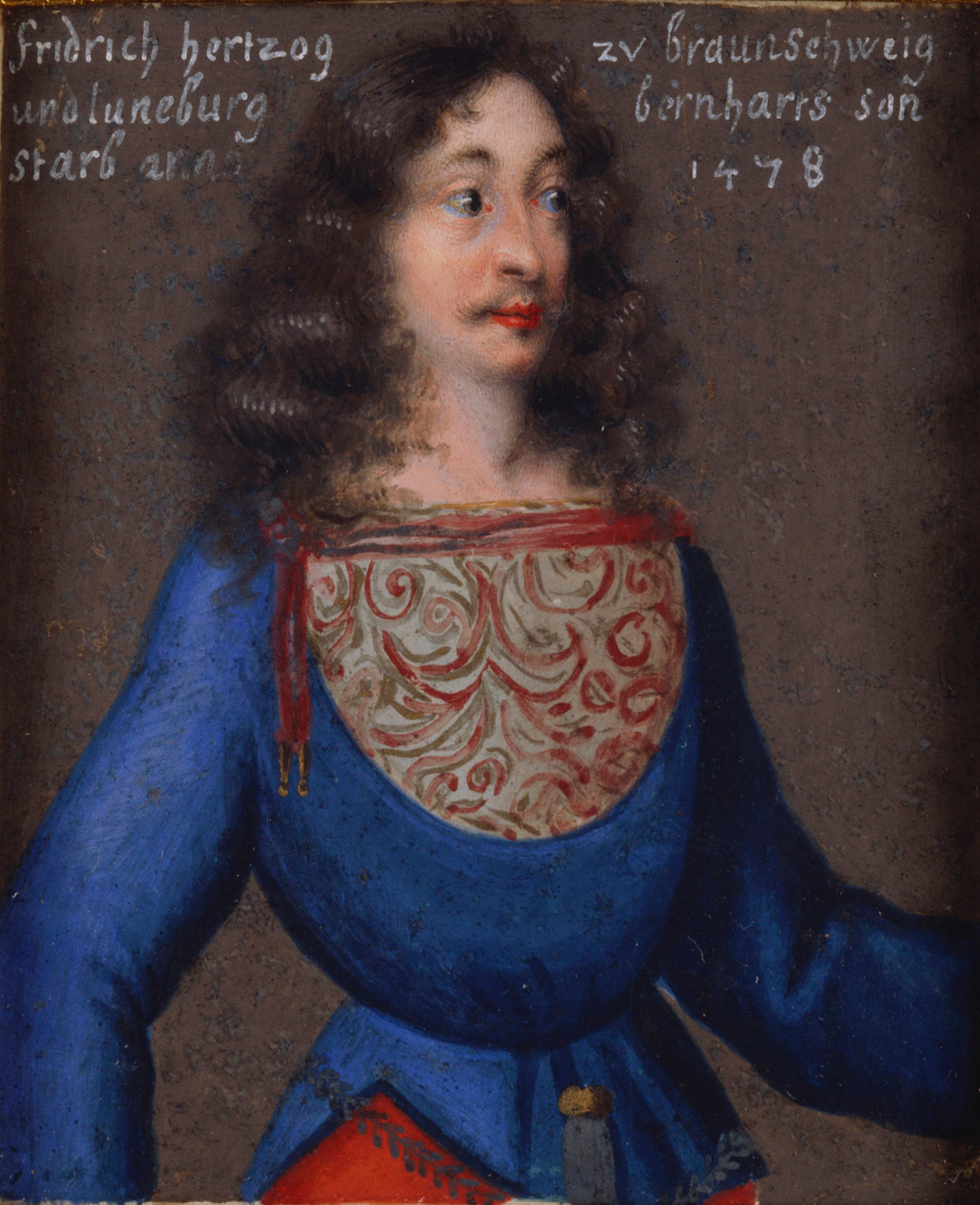
Friedrich II.der Fromme (posthumes Porträt von 1720, Wasserfarben auf Vellum)

Friedrich II., der Fromme (* 1418; † 19. März 1478 in Celle) Herzog zu Braunschweig-Lüneburg, war von 1434 bis 1457 sowie von 1472 bis 1478 Fürst von Lüneburg.

## Leben
Nach dem Tod seines Vaters Bernhard 1434 übernahm er als Friedrich II. gemeinsam mit seinem Bruder Otto die Regierung im Fürstentum Lüneburg. 1441 zog er sich von der Regierung zurück und überließ sie seinem Bruder. Erst nachdem dieser 1446 gestorben war, übernahm Friedrich die Regierung wieder.
1452 ließ er am östlichen Stadtrand von Celle auf dem „Heylig Kreuz“ ein Kloster errichten und holte Franziskaner nach Celle. Am 18. Juli 1454 erlitt Friedrich in der Münsterischen Stiftsfehde eine Niederlage in der Schlacht bei Varlar. 1457 verzichtete er zugunsten seiner Söhne Bernhard und Otto auf die Regierung und zog sich als „reicher Pfründner“ ins Kloster zurück, musste es jedoch nach dem Tode seines zweiten Sohnes Otto V. 1471 wieder verlassen und die Regierung für seinen erst 3-jährigen Enkel Heinrich übernehmen.
Friedrich starb 1478 im Alter von 60 Jahren. Begraben worden sein soll er als erster Landesfürst in der Celler Stadtkirche St. Marien, was jedoch umstritten ist, da als wahrscheinlicher angenommen wird, dass er seine letzte Ruhestätte im von ihm gestifteten Celler Franziskanerkloster fand, das jedoch im Zuge der Reformation 1528 spurlos abgerissen wurde.
Nach Friedrichs Tod übernahm Anna von Nassau auf acht Jahre bis 1486 die vormundschaftliche Regierung für Friedrichs Enkel Heinrich I.

## Nachkommen
Am 14. September 1430 heiratete Friedrich II. Magdalena (1412–1454), Tochter des Kurfürsten Friedrich I. von Brandenburg und hatte mit ihr drei Kinder:
- Bernhard II. († 1464) ⚭ 1463 Mathilde von Holstein-Schauenburg († 1468)
- Otto der Siegreiche († 1471) ⚭ 1467 Anna von Nassau-Dillenburg (1441–1514)
- Margarete (1442–1512) ⚭ 1452 Herzog Heinrich von Mecklenburg-Stargard († 1466)